# Кръгова икономика
Кръговата икономика е икономически подход, който се стреми да предотврати отпадъците, като максимизира използването на суровини или енергия.
Кръговата икономика е проектирана като алтернатива на линейния модел на „вземете, използвайте / консумирайте, изхвърлете“ и го разглежда като разточителен модел, основан на използването на големи количества материали, пренебрегвайки тяхната (бъдеща) наличност и ефектите от тяхното потребление и изхвърляне. Предположението, лежащо в основата на кръговата икономика, е, че поради окончателността на ресурсите на Земята линейният модел не е устойчив.

## Приложение на кръговата икономика

### Бизнес модели
Кръговата икономика се стреми към бизнес модели, при които отговорността и стимулът за създаване на рентабилен продукт и неговото поддържане остава в ръцете на производителя. Този стимул може да бъде постигнат, например чрез оставяне на собствеността върху продукта в ръцете на производителя. По този начин, чрез промяна на бизнес модел от продажба на лизинг или от продажба на кооперативно потребление, се създава механизъм, при който екологично ефективен продукт е печеливш за купувача и производителя. Друг пример е да се премине отвъд продажбата на услуги, вместо да се продават продукти.